# Hjalmar Sjövall (medicinare)
För skolmannen och politikern med samma namn, se Hjalmar Sjövall (skolman).
Hjalmar Sjövall, född 30 december 1907 i Lund, död 3 juli 1993 i Solna, var en svensk professor i rättsmedicin. Han var son till Einar Sjövall.
Sjövall studerade vid Lunds universitet och blev medicine licentiat där 1936. Därefter upprätthöll han mellan åren 1938 och 1944 en tjänst som biträdande lärare och amanuens vid Patologiska institutionen därstädes. Åren 1936–1937 var han tillförordnad rasbiolog i Uppsala. Han avlade sin medicine doktorsavhandling The Genesis of Skull and Brain injuries i Uppsala 1943.  Mellan åren 1945 och 1950 var han även assistent vid statens rättsläkarstation i Stockholm, varefter han sedermera kom att förestå samma institution i Lund. Efter ett flertal år som docent blev Sjövall år 1958 professor i rättsmedicin vid Karolinska institutet i Solna, en post som han innehade fram tills sin pensionering 1969. 
Personligen lär Sjövall ha varit en mycket sammansatt karaktär; hans liv präglades av ett flertal depressioner, samtidigt som han var synnerligen aktiv inom studentlivet i Lund. Exempelvis var han Lunds nations kurator under åren 1930–1931 och ordförande för den vänsterradikala studentföreningen Den Yngre Gubben mellan 1929 och 1930.  Även som lärare lär han ha varit starkt originell; vid obduktionerna föredrog han att arbeta utan handskar och han lär ha visat sina studenter stereofotografier av ”sönderslagna skallar, hängda kroppar och misshandlade prostituerade”. Det påstås även att han under sina tågresor av praktiska skäl förvarade avsågade huvuden på hatthyllan.
Hjalmar Sjövall var intresserad av frågor rörande det allmänna rättsmedvetandet, kvinnors rättigheter och för en utökad abortlagstiftning. Han var gift med Gudrun, född Kaldén (1906–1996). Makarna är begravda på Norra kyrkogården i Lund.